# Sant Pau (Velázquez)
Sant Pau (títol original: San Pablo) és un quadre del pintor espanyol Diego Velázquez pintat entre el 1618 i 1620, i exposat actualment al Museu Nacional d'Art de Catalunya. L'obra va ser adquirida el 1944, provinent de la col·lecció Leopold Gil. La datació de l'obra és incerta. Mentre que majoritàriament la situen entre 1619 i 1620. Fernando Marías la situa en 1620 i Josep Gudiol en 1622.

## Velázquez
Diego Rodriguez de Silva Velázquez (Sevilla, juny de 1599 – Madrid, 6 d'agost de 1660), o simplement Velázquez, és històricament un dels pintors espanyols més importants i un dels artistes més valorats i influents del món. Va excel·lir en retrats de gran realisme i penetració psicològica, entre altres de la família reial, a la qual tenia accés en qualitat de pintor de la Cort. També va crear escenes històriques i mitològiques. Visqué a l'anomenat Segle d'or espanyol.
Els primers anys, a Sevilla, va desenvolupar un estil naturalista i caravaggista. Als 24 anys va ser nomenat pintor del rei Felip IV i quatre anys més tard va ser ascendit a pintor de cambra, càrrec que va ocupar de per vida. El pintor de cambra era el més important entre els pintors reials: el treball consistia a pintar retrats del rei i de la família reial, i en general quadres destinats a la decoració de les mansions reials.
La presència en l'entorn cortesà li va permetre estudiar la col·lecció reial de pintura. Això i les ensenyances d'un primer viatge a Itàlia, on va conèixer pintura antiga i contemporània, van ser influències determinants per a fer-lo evolucionar cap a un estil més personal, amb una pintura d'una gran lluminositat, de pinzellades ràpides i soltes. A partir del 1631, ja en la maduresa, va pintar grans obres com La rendició de Breda. Durant aquests darrers anys l'estil se li va tornar més esquemàtic i esbossat, i va assolir un domini extraordinari de la llum. El retrat del papa Innocenci X, pintat durant el segon viatge a Itàlia, inaugura aquest darrer període, que inclou les dues últimes obres mestres: Las Meninas i Les filadores.
El reconeixement universal del seu art va començar a arribar tardanament, a partir de 1850 i especialment entre 1880 i 1920, gràcies a l'atenció dels pintors impressionistes francesos, per als quals Velázquez va ser un referent. Édouard Manet estava meravellat amb la seva pintura i va qualificar Veláquez com el pintor de pintors i el pintor més gran que mai no ha existit.
La producció de Velázquez es pot dividir en dues etapes. La primera, en la qual trobem aquesta obra, té lloc a Sevilla, la seva ciutat natal, i la segona a Madrid quan en 1623 va ser nomenat Pintor del Rei. A l'edat d'onze anys (el 1609), segons Antonio Palomino, va entrar a formar part del taller de Francisco Herrera el Vell, però el caràcter difícil del mestre va fer que el jove pintor abandonés al cap de pocs mesos i anés al taller de Francisco Pacheco. L'estada al taller del gran mestre Francisco Herrera el Vell no està confirmada però és versemblant, ja que Pacheco va passar uns mesos del 1611 a Madrid, a l'Escorial i a Toledo, visitant al Greco.

## Història
La producció religiosa del pintor en la primera etapa són de diversa tipologia i no s'emmarquen dins dels cànons establerts de quadres d'altar. Aquestes obres anirien situades a una estança conventual i no requeririen una complexitat mística. Les seves primeres obres es caracteritzen per un alt grau de descripció, és continuista amb les obres del seu mestre i són de tècnica pastosa, és a dir, amb una gran quantitat de pintura. Això li permet definir les figures i dona'ls-hi una dimensió escultòrica.
Aquesta obra on apareix Sant Pau apòstol és una mostra de l'etapa juvenil de Velázquez, influïda profundament per Caravaggio. El sevillà posa de manifest el seu domini del retrat en la imatge d'un home captat directament del natural i embolicat en una amplíssima túnica en la qual destaquen els plecs gairebé escultòrics. L'obra es posa en relació la figura del Sant Pau amb el Sant Tomàs del Musée des Beaux Arts d'Orleans on també es fan evidents la dimensió dels plecs i la tonalitat dels ocres groguencs i es considera que pertanyien a la mateixa sèrie
El conjunt podria anar ubicat a la Cartoixa de Santa María de las Cuevas tal com recull Julián Gállego del relat d'Antonio Ponz Viaje de España de 1772
Precisament Velázquez va ser l'únic gran pintor que no va elaborar un cicle religiós en la pintura del segle o si més no, no el conservem completament

## Composició
La figura del sant està asseguda sobre un plint de pedra que es confon amb el fons, zona on es veuen les limitacions de Velázquez en amagar hàbilment les cames i ocultar-les sota els plecs. El colorit terrós és un tret comú d'aquests anys sevillans igual com la il·luminació, heretats ambdós del Tenebrisme. Aquest tenebrisme, molt comú en les primeres obres de Velázquez, coincideix amb les tendències realistes italianes de finals del segle xvi i de principis del segle xvii. Altres pintors com Juan Bautista Maíno o Juan Sánchez Cotán també l'empraren en el primer quart de segle
El motiu que explica la presència d'aquestes obres a Sevilla és el comerç i les possessions que Espanya tenia en aquell moment. El virregnat de Nàpols pertanyia a Espanya així com, Sevilla va esdevenir el port principal pel Nou Món per això, el trasllat d'obres era fàcil, però alhora també existia una gran quantitat de falsificadors d'obres de grans mestres que hi havia, així que els pintors sevillans es van sentir captivats pel naturalisme de Ribera i Caravaggio.
Els dits de la mà esquerra apareixen tímidament sobre el llibre gruixut que indica la seva condició d'apòstol. Dalt, a l'esquerra, hi ha la inscripció «S.PAVLVS», text que connecta el personatge amb l'apòstol, sense que aparegui l'espasa, el seu únic atribut conegut. Aquesta inscripció és similar a la del Sant Tomàs, per això resulta possible que alguna vegada fossin pensades per formar part d'un conjunt. Un altre fet distintiu de la iconografia general de Sant Pau és la configuració del seu rostre, s'allunya de presentar-lo calb i amb la barba negra i punxeguda. En canvi, prefereix seguir els criteris establerts per Francisco Pacheco en el Arte de la pintura. D'altra banda, si bé l'aurèola confirma la santedat, el marcat aire intel·lectual evoca els filòsofs que va pintar Josep de Ribera.
Dins de la producció de Velázquez, també trobem un altre Sant Pau, elaborat en les mateixes dates, però la seva atribució és dubtosa. Resideix en el Museo del Prado des de 2006.